# Gemological Institute of America
GIA  è l'acronimo di Gemological Institute of America, ovvero il più noto centro di ricerca e di apprendimento di mineralogia  (no-profit) degli Stati Uniti d'America, fondato nel 1931 da Robert Shipley in California. 
La GIA è egualmente famosa per i servizi di riconoscimento e di classificazione di gemme e di minerali di ogni tipo e per aver messo a punto il metodo delle "quattro C" (Four Cs method) che trova impiego nella classificazione dei diamanti: Taglio (Cut), Chiarezza (Clarity),Colore (Colour) e Peso in Carati (Carat Weight). Nonostante il GIA sia conosciuto per le sue attività di ricerca sui diamanti,il suo raggio d'azione si estende alle perle e agli altri tipi di pietre preziose. 
Il ramo d'istruzione della GIA conferisce il diploma di laurea in Gemmologia e altri corsi di laurea. Oggi l'istituto fa capo a Carlsbad in California, poco a nord di San Diego.